# پروانه‌ها بدرقه می‌کنند
پروانه‌ها بدرقه می‌کنند فیلمی به کارگردانی  و نویسندگی محمدابراهیم معیری ساختهٔ سال ۱۳۸۱ است.

## خلاصه داستان
دختر سیل زده‌ای به همراه برادر ناتنی اش از خانه رانده می‌شود و سفر اسرارآمیز آنها با پرنده‌های مهاجر، طبیعت و فن آوری پیوند می‌خورد...

## بازیگران
- اصغر اسحاقی
- ابراهیم عمادی
- حسن فغانی
- انیس امیرخانلو
- مریم مهدوی
- خدیجه دماوندی
- محمدرضا مظفری
- جعفر همتی
- محسن سارانی
- مهدی رادفر
- زهرا ملک محمودی
- علی اسماعیلی
- محمدرضا گودرزی
- زینب قلندری
- آزیتا گزی